# Estación de Gare de l'Est (Metro de París)
Gare de l'Est, de su nombre completo Gare de l'Est - Verdun, es una estación del metro de París situada en el X Distrito junto a la estación de tren de mismo nombre. Pertenece a las líneas 4, 5 y 7.
Ofrece conexiones con la línea P de la red de cercanías y con la estación de tren de París Este. 
En 2008, era la quinta estación con mayor número de viajeros de la red con más de 17 millones de usuarios.

## Historia
La estación de la línea 5 fue la primera en ser abierta al público el 17 de noviembre de 1907. Poco después, el 21 de abril de 1908, se inauguró la estación de la línea 4. Por su parte, la línea 7 se incorporó el 20 de noviembre de 1910.
En 1977, fue reformada según el estilo Motte, aunque en lugar del blanco, se usaron baldosas naranjas de tono claro. Este diseño duró hasta el año 2006 momento en el cual la estación fue renovada en el marco de los planes de actuación: Gares en Mouvement (estaciones en movimiento) y Renouveau du Metro (renovación del metro). 

## Descripción
Las estaciones de las líneas 5 y 7 están combinadas, de tal forma que la estación se conforma de dos andenes laterales  y de un andén central, todos ellos ligeramente curvados, para dar lugar a las 4 vías, dos para cada línea en ambos sentidos.
La estación de la línea 4 se encuentra justo por debajo, por ello, parte de su techo no tiene forma de bóveda siendo totalmente plano en el tramo usado por las vías de las líneas 5 y 7 situadas por encima. 

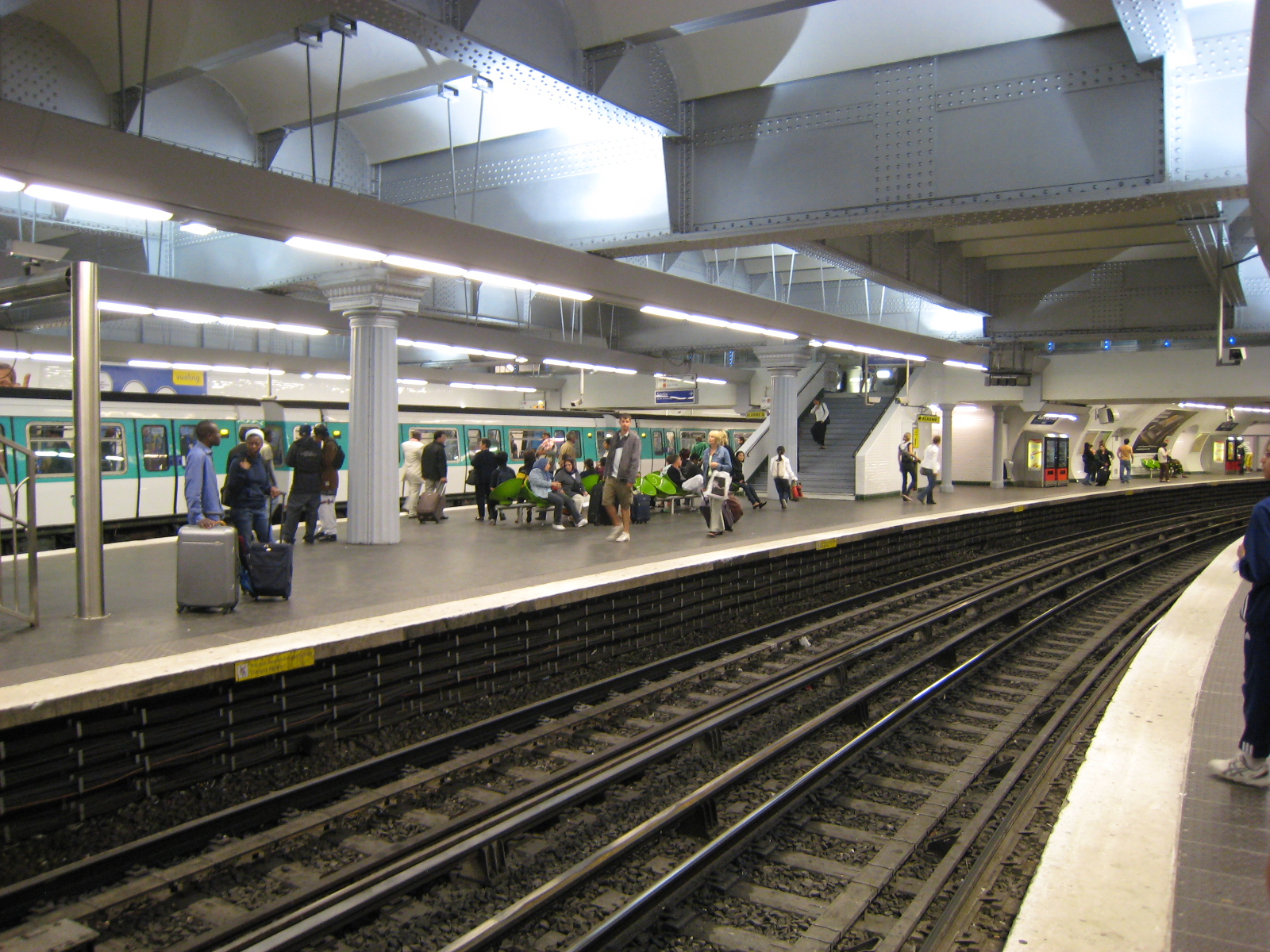
El andén central de la estación usada por las líneas 5 y 7.

Fruto de la remodelación realizada entre septiembre de 2006 y junio de 2007, la estación de las líneas 5 y 7 vio desaparecer sus azulejos de color naranja y pintura azul recuperando el blanco más absoluto. Se mejoró el sistema de iluminación y se colocaron asientos modelo "smiley" de color verde (en forma de cuenco inclinado de tal forma que parte del mismo pueda servir de respaldo y con un hueco en forma de sonrisa dentro del mismo). La tipografía de los carteles fue adaptada a la fuente Parisine dejando de lado la antigua fuente Motte propia de los años 70. Se incorporaron además nuevos paneles luminosos e informativos.
Si los andenes de las líneas 5 y 7 sufrieron una importante transformación no sucedió lo mismo con los de la línea 4 ya que en este caso sólo se retiraron los azulejos de color naranja de los extremos de la estación y se repintó las partes dañadas de la bóveda para evitar filtraciones.

## Accesos
La estación de metro tiene hasta ocho accesos, dos de ellos dentro de la estación de tren.
- Acceso 1: A la altura de la calle de Alsacia
- Acceso 2: Dentro de la estación de tren
- Acceso 3: A la altura de la plaza del 11 de noviembre de 1918
- Acceso 4: A la altura de la calle del Faubourg Saint-Martin
- Acceso 5: A la altura de la callee  8 de mayo de 1945
- Acceso 6: A la altura del bulevar de Estrasburgo
- Acceso 7: Dentro de la estación de tren
- Acceso 8: A la altura del bulevar de Magenta